# Chrotomys sibuyanensis
Chrotomys sibuyanensis es una especie de roedor de la familia Muridae.

## Distribución geográfica
Es endémica de la isla de Sibuyán (Filipinas).